# Ivan Kujundžić (književnik)
Ivan Kujundžić (Verušić, 2. lipnja 1912. – Subotica, 23. svibnja 1969.) je bio bački hrvatski književnik iz Vojvodine, župnik u crkvi Svetog Roka u Subotici, bibliograf, prevoditelj s francuskog. Pisao je prozu. Bio je istaknuti vjerski i kulturni radnik Hrvata u Bačkoj.

## Životopis
Rodio se na Verušiću 1912. godine. Rodio se u uglednoj subotičkoj obitelji Kujundžić koja je dala niz društvenih radnika (Nikola Kujundžić, Radoslav Kujundžić, Efrem Stipan Kujundžić, Ilija Kujundžić,Ivan Jesse Kujundžić, Pavao Kujundžić)
Jedan je od pisaca proze koji su ranije pošli tragom socijalne literature.
Stvarateljstvo mu je u prvim poratnim godinama u klasičnim, tradicionalno-realističkim okvirima. Opredijelio se za teme rata i poraća, interpretira svoje ratne dogodovštine i poratna zbivanja. Pisao je o tematici i problematici iz društvenog i obiteljskog života bačkih Bunjevaca i Šokaca- Hrvata, na ponekim mjestima s istaknutom vjerskom inspiracijom.
Pisao je i pripovijetke. Većina ih je objavljena u časopisu Obitelj te u zbirci Deran s očima.
Svojim djelima je ušao u antologiju proze bunjevačkih Hrvata iz 1971., sastavljača Geze Kikića, u izdanju Matice hrvatske.
1936. su u odboru za proslavu 250. obljetnice dolaska jedne grupe Bunjevca i preuzimanja vlasti u Subotici bili Blaško Rajić, Ivan Malagurski Tanar, Miroslav Mažgon, Petar Pekić, dr Mihovil Katanec, Albe Šokčić, Ivan Kujundžić, Kata Taupert i drugi. Inicijator i pokrovitelj akcije bio je biskup Lajčo Budanović.
15. kolovoza 1936. održana je glavna osnivačka skupština Hrvatske kulturne zajednice u Subotici, a u upravu su izabrani: Blaško Rajić za predsjednika, Mihovil Katanec za tajnika, a vijećnici su bili Ivan Kujundžić, Ive Prćić, Ladislav Vlašić te ini ugledni predstavnici hrvatske zajednice.
Bio je inicijatorom organiziranja katoličkih organizacija na području Bačke koja su snažno djelovala na nacionalno sazrijevanje hrvatske srednjoškolske i sveučilišne mladeži, a sve u duhu kršćanskih načela. Osim toga, produbljeno se zanimao za pisanu baštinu, pa je napisao i objavio 1946. prvu bibliografsku knjigu u njegovim krajevima, «Prilog kulturnoj povijesti bunjevačko-šokačkih Hrvata».
Kao takav bio je metom progona koju su sprovodile jugokomunističke vlasti nad Hrvatima i rimokatolicima. Ožujka 1948. je u Subotici osudilo 3 skupine od ukupno 27 katoličkih svećenika i aktivista, a lažno su optuženi da su pripadali "ustaškoj i križarskoj terorističkoj organizaciji". Ivan Kujundžić je bio dijelom skupine koja je osuđena 17. ožujka 1948. godine, a dobio je dvanaest godina kao "glavni organizator" (osuđeni su još Vojislav Pešut, Alojzije Poljaković, Franjo Vujković, Šime Stantić, Stanko Stanić, Ante Sekulić, Joso Dulić, Dragutin Milonja, Ružica Draženović i Aleksandar Ivić, dok je Józsefa Tilija oslobodilo zbog nedostatka dokaza. Te je 1948. uspio objaviti Izvore za povijest bunjevačko-šokačkih Hrvata, koje je tiskala Matica hrvatska, gdje je kronološki uvrstio djela objavljena u periodičkim publikacijama, pri čemu je kriterij za uvrštavanje bio da su autori "pisali o imenu Bunjevac i Šokac, o njihovoj seobi, tj. doseljenju u Podunavlje, o mjestima gdje su živjeli, o mađarizaciji kojoj su bili izloženi, kao i o tome kako ih vide i što o njima pišu Srbi i sunarodnjaci Hrvati". Njegova treća knjiga Bunjevačko-šokačka bibliografija objavljena je poslije njegove smrti, 1969. godine.
Njegov opus kao bibliografa iznimno je vrijedan za sve autore koji su se poslije znanstveno bavili bunjevačko-šokačkim Hrvatima.

Umro je 1969. godine.

## Djela
- "Prilog kulturnoj povijesti bunjevačko - šokačkih Hrvata", Subotica, 1946. (pod pseudonimom Krešimir Bunić)[9]
- zbirka pripovjedaka "Deran s očima"
- "Izvori za povijest bunjevačko – šokačkih Hrvata" (izdanje zagrebačke Matice hrvatske), 1968.
- "Bunjevačko – šokačka bibliografija" (tiskana u ediciji «Rad» JAZU)
- "Dvije zbirke nagovora, 1961.

## Vanjske poveznice
- Antologija proze bunjevačkih Hrvata  Arhivirana inačica izvorne stranice od 15. travnja 2008. (Wayback Machine)
- Google Knjige Ivan Kujundžić: Izvori za povijest bunjevačko-šokačih Hrvata, Matica hrvatska, 1968.
- Google Knjige Ivan Kujundžić: Dvije zbirke nagovora, Bačka duhovna oblast, 1961.